# Campeonato Russo de Futebol de 2001 - Terceira Divisão
O Campeonato Russo de Futebol - Terceira Divisão de 2000 foi o décimo torneio desta competição. Participaram cento e dez equipes. O nome do campeonato era "Segunda Divisão" (Vtórai Divizion), dado que a primeira divisão era a "Divisão Suprema" (Vysshaia Divizion) e a segunda divisão era a "Primeira Divisão" (Perváia Divizion). O campeonato era dividido em seis torneios independentes - Zona Leste, Oeste, Central, Sul, Ural e Volga sendo 20 na Oeste, 20 na Central, 20 na Sul, 18 na Volga, 16 na Ural e 16 na Leste.  Os clubes B foram retirados do campeonato pois fora criado uma competição especial para estes times (Vysshaia Divizion B).

## Participantes da Zona Oeste
| Equipe                         | Cidade                 | Região               | No ano anterior                                                    | Estádio                  | Capacidade | Títulos             | Participações |
| ------------------------------ | ---------------------- | -------------------- | ------------------------------------------------------------------ | ------------------------ | ---------- | ------------------- | ------------- |
| FC Dinamo Vologda              | Vologda                | Oblast de Vologda    | Vice Campeão                                                       | Estádio Dínamo           | 10.000     | 0 (não possui)      | 9             |
| FC Mosenergo Moscovo           | Prospekt Vernadskogo   | Moscovo              | Quinto Lugar                                                       | --                       | --         | 0 (não possui)      | 7             |
| FC Avtomobilist Noguinsk       | Noginsky               | Oblast de Moscovo    | Décimo Lugar                                                       | Estádio Istomkino        | 500        | 1 (1999 Zona Oeste) | 5             |
| FC Spartak Shchyolkovo         | Shchyolkovsky          | Oblast de Moscovo    | Terceiro Lugar                                                     | Estádio Spartak          | 500        | 0 (não possui)      | 8             |
| FC Spartak Kostroma            | Kostroma               | Oblast de Kostroma   | Décimo Sexto Lugar                                                 | Estádio Urojay           | 3.200      | 0 (não possui)      | 6             |
| FC Volochanin Vyshny Volochyok | Vyshny Volochyok       | Oblast de Tver       | Sexto Lugar                                                        | Estádio Spartak          | 5.000      | 0 (não possui)      | 6             |
| FC Krivichi Velikiye Luki      | Velikiye Luki          | Oblast de Pskov      | Décimo Nono Lugar                                                  | Estádio Express          | ---        | 0 (não possui)      | 4             |
| FC Neftyanik Iaroslavl         | Iaroslavl              | Oblast de Iaroslavl  | Oitavo Lugar                                                       | Estádio Slavneft         | ---        | 0 (não possui)      | 4             |
| FC Sportakademklub Moscovo     | Izmaylovo              | Moscovo              | Décimo Primeiro Lugar                                              | Estádio FOP Izmaylovo    | 10.000     | 0 (não possui)      | 5             |
| FC Oazis Yartsevo              | Yartsevsky             | Oblast de Smolensk   | Décimo Quarto Lugar                                                | ----                     | ---        | 0 (não possui)      | 3             |
| FC Pskov                       | Pskov                  | Oblast de Pskov      | Quarto Lugar                                                       | Estádio Mashinostroitel  | ---        | 0 (não possui)      | 5             |
| FC Severstal Cherepovets       | Cherepovets            | Oblast de Vologda    | Campeão                                                            | Estádio Metallurg        | 11.500     | 1 (2000 Zona Oeste) | 2             |
| FC Lotto MosKabelMet Moscovo   | Khoroshevo-Mnevniki    | Moscovo              | Quinto Lugar (Zona Central)                                        | Estádio Oktyabr          | 3.060      | 0 (não possui)      | 2             |
| FC Spartak-Telekom Shuya       | Shuya                  | Oblast de Ivanovo    | Nono Lugar (Zona Central)                                          | Estádio Trud VM Metelsky | ---        | 0 (não possui)      | 4             |
| FC Torpedo Vladimir            | Vladimir               | Oblast de Vladimir   | Acesso pelo Campeonato Russo de Futebol de 2000 - Quarta Divisão   | Estádio Torpedo          | 19.700     | 0 (não possui)      | 4             |
| FC Dínamo São Petersburgo      | Petrogrado             | São Petersburgo      | Acesso pelo Campeonato Russo de Futebol de 2000 - Quarta Divisão   | Estádio Petrovsky        | 21.570     | 0 (não possui)      | 6             |
| FC Lokomotiv São Petersburgo   | Tsentralny             | São Petersburgo      | Rebaixado do Campeonato Russo de Futebol de 2000 - Segunda Divisão | Estádio Kirov            | 100.000    | 0 (não possui)      | 5             |
| FC Vympel Rybinsk              | Rybinsk                | Oblast de Iaroslavl  | Acesso pelo Campeonato Russo de Futebol de 2000 - Quarta Divisão   | Estádio Saturn           | ---        | 0 (não possui)      | 3             |
| FC Nika Moscovo                | Biryulyovo Vostochnoye | Moscovo              | Acesso pelo Campeonato Russo de Futebol de 2000 - Quarta Divisão   | Estádio Zavoda Ogonok    | 200        | 0 (não possui)      | 1             |
| FC Svetogorets Svetogorsk      | Vyborgsky              | Oblast de Leningrado | Acesso pelo Campeonato Russo de Futebol de 2000 - Quarta Divisão   | Estádio Central          | --         | 0 (não possui)      | 1             |

## Participantes da Zona Central
| Equipe                              | Cidade          | Região             | No ano anterior                                                    | Estádio                  | Capacidade | Títulos               | Participações |
| ----------------------------------- | --------------- | ------------------ | ------------------------------------------------------------------ | ------------------------ | ---------- | --------------------- | ------------- |
| FC AgroKomplekt Riazan              | Riazan          | Oblast de Riazan   | Décimo Quarto Lugar                                                | Estádio CSK              | 25.000     | 0 (não possui)        | 9             |
| FC Don Novomoskovsk                 | Novomoskovsky   | Oblast de Tula     | Décimo Sexto Lugar                                                 | Estádio Khimik           | 5.200      | 0 (não possui)        | 7             |
| FC Oriol                            | Oriol           | Oblast de Oriol    | Terceiro Lugar                                                     | Estádio Central          | 14.600     | 0 (não possui)        | 7             |
| FC Spartak Tambov                   | Tambov          | Oblast de Tambov   | Quarto Lugar                                                       | Estádio Spartak          | 6.500      | 0 (não possui)        | 7             |
| FC Lokomotiv Liski                  | Liskinsky       | Oblast de Voronej  | Décimo Primeiro Lugar                                              | Estádio Lokomotiv        | 10.000     | 0 (não possui)        | 6             |
| FC Kosmos Elektrostal               | Elektrostal     | Oblast de Moscovo  | Sétimo Lugar                                                       | ---                      | ---        | 0 (não possui)        | 5             |
| FC Spartak Lukhovitsy               | Lukhovitsky     | Oblast de Moscovo  | Décimo Nono Lugar                                                  | Estádio Spartak          | 4.400      | 0 (não possui)        | 4             |
| FC Fabus Bronnitsy                  | Bronnitsy       | Oblast de Moscovo  | Décimo Sétimo Lugar                                                | Estádio Central          | 4.400      | 0 (não possui)        | 4             |
| FC Dínamo Briansk                   | Briansk         | Oblast de Briansk  | Vice Campeão                                                       | Estádio Dínamo           | 10.100     | 0 (não possui)        | 4             |
| FC Kolomna                          | Kolomna         | Oblast de Moscovo  | Décimo Segundo Lugar                                               | Estádio Avangard         | 10.200     | 0 (não possui)        | 4             |
| FC Arsenal Tula B                   | Tula            | Oblast de Tula     | Vigésimo Lugar                                                     | Estádio Arsenal          | 20.048     | 0 (não possui)        | 4             |
| FC Titan Reutov                     | Reutov          | Oblast de Moscovo  | Décimo Oitavo Lugar                                                | ---                      | --         | 0 (não possui)        | 4             |
| FC Lokomotiv Kaluga                 | Kaluga          | Oblast de Kaluga   | Décimo Lugar                                                       | Estádio Central          | 4.000      | 0 (não possui)        | 4             |
| FC Avangard Kursk                   | Kursk           | Oblast de Kursk    | Oitavo Lugar                                                       | Estádio Trudovye Rezervy | 11.329     | 0 (não possui)        | 6             |
| FC Krasnoznamensk                   | Krasnoznamensk  | Oblast de Moscovo  | Sexto Lugar                                                        | --                       | --         | 0 (não possui)        | 6             |
| FC Ielets                           | Ielets          | Oblast de Lipetsk  | Décimo Quinto Lugar                                                | Estádio Trud             | 8.800      | 0 (não possui)        | 2             |
| FC Spartak Orekhovo Orekhovo-Zuyevo | Orekhovo-Zuyevo | Oblast de Moscovo  | Décimo Terceiro Lugar                                              | Estádio Znamya Truda     | 8.300      | 1 (1998 Zona Central) | 7             |
| FC Metallurg Lipetsk                | Lipetsk         | Oblast de Lipetsk  | Rebaixado do Campeonato Russo de Futebol de 2000 - Segunda Divisão | Estádio Metallurg        | 14.000     | 1 (1996 zona Oeste)   | 4             |
| FC Salyut-YUKOS Belgorod            | Belgorod        | Oblast de Belgorod | Acesso pelo Campeonato Russo de Futebol de 2000 - Quarta Divisão   | Estádio Salyut           | 12.000     | 1 (1993 Zona 02)      | 6             |
| FC Vityaz Podolsk                   | Podolsk         | Oblast de Moscovo  | Acesso pelo Campeonato Russo de Futebol de 2000 - Quarta Divisão   | Estádio Avangard         | 4.500      | 0 (não possui)        | 1             |

## Participantes da Zona Leste
| Equipe                            | Cidade          | Região                | No ano anterior                                                  | Estádio                     | Capacidade | Títulos                             | Participações |
| --------------------------------- | --------------- | --------------------- | ---------------------------------------------------------------- | --------------------------- | ---------- | ----------------------------------- | ------------- |
| FC KUZBASS Kemerovo               | Kemerovo        | Oblast de Kemerovo    | Sexto Lugar                                                      | Estádio Shakhtyor           | 4.174      | 0 (não possui)                      | 9             |
| FC Dínamo Barnaul                 | Barnaul         | Krai de Altai         | Décimo Primeiro Lugar                                            | Estádio Dínamo              | 16.000     | 0 (não possui)                      | 7             |
| FC Metallurg Novokuznetsk         | Novokuznetsk    | Oblast de Kemerovo    | Campeão                                                          | Estádio Metallurg           | 8.500      | 2 (1999 Zona Leste,2000 Zona Leste) | 8             |
| FC SKA-Energiya Khabarovsk        | Khabarovsk      | Krai de Khabarovsk    | Vice Campeão                                                     | Estádio Lênin               | 15.200     | 0 (não possui)                      | 8             |
| FC Amur-Energiya Blagoveshchensk  | Blagoveshchensk | Oblast de Amur        | Décimo Lugar                                                     | Estádio Amur                | 13.500     | 0 (não possui)                      | 9             |
| FC Selenga Ulan-Ude               | Ulan-Ude        | Buriácia              | Nono Lugar                                                       | Estádio Central de Buriácia | 10.000     | 0 (não possui)                      | 8             |
| FC Chkalovets-Olimpik Novosibirsk | Novosibirsk     | Oblast de Novosibirsk | Sexto Lugar                                                      | Estádio Spartak             | 12.500     | 1 (1994 Zona Sibéria)               | 2             |
| FC Okean Nakhodka                 | Nakhodka        | Krai do Litoral       | Quinto Lugar                                                     | Estádio Vodnik              | 10.000     | 0 (não possui)                      | 5             |
| FC Zvezda Irkutsk                 | Irkutsk         | Oblast de Irkutsk     | Terceiro Lugar                                                   | Estádio Trud                | 28.500     | 0 (não possui)                      | 4             |
| FC Luch Vladivostok               | Vladivostok     | Krai do Litoral       | Quarto Lugar                                                     | Estádio Dínamo              | 10.500     | 0 (não possui)                      | 4             |
| FC Sibiryak Bratsk                | Bratsk          | Oblast de Irkutsk     | Oitavo Lugar                                                     | Estádio Metallurg           | 8.000      | 0 (não possui)                      | 4             |
| FC Dínamo Omsk                    | Omsk            | Oblast de Omsk        | Décimo Terceiro Lugar                                            | Estádio Dínamo              | 4.000      | 0 (não possui)                      | 9             |
| FC Irtysh Omsk                    | Omsk            | Oblast de Omsk        | Sétimo Lugar                                                     | Estádio Estrela Vermelha    | 18.000     | 1 (1996 Zona Leste)                 | 4             |
| FC Tiumen                         | Tiumen          | Oblast de Tiumen      | Quarto Lugar (Zona Ural)                                         | Estádio Geolog              | 13.057     | 0 (não possui)                      | 2             |
| FC Shakhtyor Prokopyevsk          | Prokopyevsk     | Oblast de Kemerovo    | Acesso pelo Campeonato Russo de Futebol de 2000 - Quarta Divisão | Estádio Shakhtyor           | 8.500      | 0 (não possui)                      | 4             |
| FC Chkalovets-1936 Novosibirsk    | Novosibirsk     | Oblast de Novosibirsk | Acesso pelo Campeonato Russo de Futebol de 2000 - Quarta Divisão | Estádio Spartak             | 12.500     | 1 (1994 Zona Sibéria)               | 5             |

## Participantes da Zona Sul
| Equipe                             | Cidade             | Região                  | No ano anterior                                                    | Estádio                  | Capacidade | Títulos          | Participações |
| ---------------------------------- | ------------------ | ----------------------- | ------------------------------------------------------------------ | ------------------------ | ---------- | ---------------- | ------------- |
| FC Kavkazkabel Prokhladny          | Prokhladny         | Cabárdia-Balcária       | Oitavo Lugar                                                       | --                       | --         | 0 (não possui)   | 10            |
| FC Avtodor Vladikavkaz             | Vladikavkaz        | Ossétia do Norte-Alânia | Sexto Lugar                                                        | Estádio SOK Tedeyev      | 3.000      | 1 (1992 Zona 02) | 9             |
| FC Angust Nasran                   | Nazran             | Inguchétia              | Terceiro Lugar                                                     | Estádio Rashid Aushev    | 3.500      | 0 (não possui)   | 6             |
| FC Venets Gulkevichi               | Gulkevichsky       | Krai de Krasnodar       | Décimo Segundo Lugar                                               | --                       | --         | 0 (não possui)   | 10            |
| FC Dínamo Makhachkala              | Mahackala          | Daguestão               | Décimo Quarto Lugar                                                | Estádio Dínamo           | 15.200     | 0 (não possui)   | 6             |
| FC Slaviansk Slaviansk do Kuban    | Slaviansk do Kuban | Krai de Krasnodar       | Décimo Sétimo Lugar                                                | --                       | --         | 0 (não possui)   | 6             |
| FC Shakhtyor Shakhty               | Shakhty            | Oblast de Rostov        | Décimo Sexto Lugar                                                 | Estádio Shakhty          | ---        | 0 (não possui)   | 6             |
| FC Mozdok                          | Mozdoksky          | Ossétia do Norte-Alânia | Décimo Terceiro Lugar                                              | Estádio Trud             | ----       | 0 (não possui)   | 4             |
| FC Nart Nartkala                   | Urvansky           | Cabárdia-Balcária       | Nono Lugar                                                         | Estádio Khimik           | --         | 0 (não possui)   | 4             |
| FC Drujba Maikop                   | Maikop             | Adiguésia               | Quarto Lugar                                                       | Estádio Yunost           | 7.000      | 0 (não possui)   | 3             |
| FC Vityaz Krymsk                   | Krymsky            | Krai de Krasnodar       | Décimo Lugar                                                       | Estádio Vityaz           | 8.000      | 0 (não possui)   | 3             |
| FC SKVO Rostov do Don              | Rostov do Don      | Oblast de Rostov        | Vice Campeão                                                       | Estádio SKA SKVO         | 27.300     | 0 (não possui)   | 8             |
| FC Dinamo Stavropol                | Stavropol          | Krai de Stavropol       | Quinto Lugar                                                       | Estádio Dínamo           | 15.589     | 0 (não possui)   | 2             |
| FC Spartak KavkazTransGaz Izobilny | Izobilnensky       | Krai de Stavropol       | Sétimo Lugar                                                       | Estádio Fakel            | 1.290      | 0 (não possui)   | 3             |
| FC Sudostroitel Astracã            | Astracã            | Oblast de Astracã       | Décimo Primeiro Lugar                                              | Estádio Astracã          | 5.000      | 0 (não possui)   | 2             |
| FC Jemtchujina                     | Sóchi              | Krai de Krasnodar       | Rebaixado do Campeonato Russo de Futebol de 2000 - Segunda Divisão | Estádio Central de Sóchi | 12.500     | 0 (não possui)   | 1             |
| FC Lokomotiv Taym Mineralnye Vody  | Mineralnye Vody    | Krai de Stavropol       | Acesso pelo Campeonato Russo de Futebol de 2000 - Quarta Divisão   | Estádio Lokomotiv        | ---        | 0 (não possui)   | 3             |
| FC Spartak Anapa                   | Anapa              | Krai de Krasnodar       | Acesso pelo Campeonato Russo de Futebol de 2000 - Quarta Divisão   | Estádio Spartak          | --         | 0 (não possui)   | 5             |
| FC Krasnodar-2000                  | Krasnodar          | Krai de Krasnodar       | Acesso pelo Campeonato Russo de Futebol de 2000 - Quarta Divisão   | Estádio Trud             | 1.000      | 0 (não possui)   | 1             |
| FC Terek Grozny                    | Pyatigorsk         | Krai de Stavropol       | Acesso pelo Campeonato Russo de Futebol de 2000 - Quarta Divisão   | Estádio Central          | 10.365     | 0 (não possui)   | 2<            |

## Participantes da Zona Ural
| Equipe                             | Cidade            | Região                | No ano anterior                                                    | Estádio           | Capacidade | Títulos            | Participações |
| ---------------------------------- | ----------------- | --------------------- | ------------------------------------------------------------------ | ----------------- | ---------- | ------------------ | ------------- |
| FC UralAZ Miass                    | Miass             | Oblast de Cheliabinsk | Décimo Lugar                                                       | Estádio Trud      | 3.000      | 0 (não possui)     | 8             |
| FC Metallurg Metiznik Magnitogorsk | Magnitogorsk      | Oblast de Cheliabinsk | Sexto Lugar                                                        | Estádio Central   | --         | 0 (não possui)     | 8             |
| FC Spartak Kurgan                  | Kurgan            | Oblast de Kurgan      | Décimo Sexto Lugar                                                 | Estádio Central   | 8.000      | 0 (não possui)     | 9             |
| FC Dínamo Ijevsk                   | Ijevsk            | Udmúrtia              | Décimo Quarto Lugar                                                | Estádio Torpedo   | 19.200     | 0 (não possui)     | 7             |
| FC Energiya Tchaikovsky            | Tchaikovsky       | Oblast de Perm        | Décimo Segundo Lugar                                               | Estádio Energiya  | ---        | 0 (não possui)     | 8             |
| FC Sodovik Sterlitamak             | Sterlitamak       | Bascortostão          | Quinto Lugar                                                       | Estádio Sodovik   | 6.200      | 0 (não possui)     | 7             |
| FC Uralmash Yekaterinburg          | Ecaterimburgo     | Oblast de Sverdlovsk  | Vice Campeão                                                       | Estádio Central   | 30.000     | 0 (não possui)     | 4             |
| FC Zenit Cheliabinsk               | Cheliabinsk       | Oblast de Cheliabinsk | Sétimo Lugar                                                       | Estádio Central   | 15.000     | 0 (não possui)     | 4             |
| FC Dínamo Perm                     | Perm              | Oblast de Perm        | Décimo Primeiro Lugar                                              | Estádio Dínamo    | ---        | 0 (não possui)     | 4             |
| FC Gazovik Oremburgo               | Oremburgo         | Oblast de Oremburgo   | Nono Lugar                                                         | Estádio Gazovik   | 4.950      | 0 (não possui)     | 6             |
| FC KAMAZ Naberejnye Chelny         | Naberejnye Chelny | Tartaristão           | Terceiro Lugar                                                     | Estádio KAMAZ     | 10.000     | 0 (não possui)     | 3             |
| FC Dínamo Mashinostroitel Kirov    | Kirov             | Oblast de Kirov       | Décimo Terceiro Lugar                                              | Estádio Rússia    | 2.000      | 0 (não possui)     | 4             |
| FC Nosta Novotroitsk               | Novotroitsk       | Oblast de Oremburgo   | Rebaixado do Campeonato Russo de Futebol de 2000 - Segunda Divisão | Estádio Metallurg | 10.000     | 0 (1999 Zona Ural) | 9             |
| FC Berezniki                       | Berezniki         | Oblast de Perm        | Acesso pelo Campeonato Russo de Futebol de 2000 - Quarta Divisão   | Estádio Agrokhim  | 10.000     | 0 (não possui)     | 1             |
| FC Elektron Almetyevsk             | Almetyevsk        | Tartaristão           | Acesso pelo Campeonato Russo de Futebol de 2000 - Quarta Divisão   | Estádio Alnas     | 7.000      | 0 (não possui)     | 2             |

## Participantes da Zona Volga
| Equipe                             | Cidade         | Região                   | No ano anterior                                                  | Estádio           | Capacidade | Títulos                | Participações |
| ---------------------------------- | -------------- | ------------------------ | ---------------------------------------------------------------- | ----------------- | ---------- | ---------------------- | ------------- |
| FC Svetotekhnika Saransk           | Saransk        | Mordóvia                 | Campeão                                                          | Estádio Start     | 11.581     | 1 (2000 Zona do Volga) | 8             |
| FC Torpedo Pavlovo                 | Pavlovsky      | Oblast de Níjni Novgorod | Vice Campeão                                                     | Estádio Torpedo   | 6.000      | 0 (não possui)         | 9             |
| FC Volga Ulianovsk                 | Ulianovsk      | Oblast de Ulianovsk      | Terceiro Lugar                                                   | Estádio Trud      | 10.000     | 0 (não possui)         | 5             |
| FC Biokhimik-Mordovia Saransk      | Saransk        | Mordóvia                 | Décimo Segundo Lugar                                             | Estádio Start     | 11.581     | 0 (não possui)         | 4             |
| FC Torpedo Volzhsky                | Volzhsky       | Oblast de Volgogrado     | Décimo Sexto Lugar                                               | Estádio Loginov   | 7.000      | 1 (Zona Central 1994)  | 5             |
| FC SibUr Khimik Dzerzhinsk         | Dzerjinsk      | Oblast de Níjni Novgorod | Décimo Terceiro Lugar                                            | Estádio Khimik    | 10.000     | 0 (não possui)         | 6             |
| FC Iskra Engels                    | Engels         | Oblast de Saratov        | Oitavo Lugar                                                     | Estádio Municipal | 12.000     | 0 (não possui)         | 5             |
| FC Energetik Uren                  | Urensky        | Oblast de Níjni Novgorod | Sétimo Lugar                                                     | Estádio Energetik | 3.000      | 0 (não possui)         | 6             |
| FC Diana Voljsk                    | Voljsk         | Mari El                  | Décimo Primeiro Lugar                                            | Estádio Municipal | 12.500     | 0 (não possui)         | 4             |
| FC Salyut Saratov                  | Saratov        | Oblast de Saratov        | Décimo Oitavo Lugar                                              | Estádio Salyut    | 2.110      | 0 (não possui)         | 4             |
| FC Lada-Energiya Dimitrovgrad      | Dimitrovgrad   | Oblast de Ulianovsk      | Nono Lugar                                                       | Estádio Torpedo   | 5.000      | 0 (não possui)         | 5             |
| FC Balakovo                        | Balakovo       | Oblast de Saratov        | Quinto Lugar                                                     | Estádio Trud      | 12.000     | 0 (não possui)         | 6             |
| FC Metallurg Vyksa                 | Vyksa          | Oblast de Níjni Novgorod | Quarto Lugar                                                     | ---               | ---        | 0 (não possui)         | 3             |
| FC Torpedo-Viktoria Níjni Novgorod | Níjni Novgorod | Oblast de Níjni Novgorod | Sexto Lugar                                                      | Estádio Lokomotiv | 17.856     | 1 (1998 Zona Volga)    | 3             |
| FC Olímpia Volgogrado              | Volgogrado     | Oblast de Volgogrado     | Décimo Lugar                                                     | Estádio Olímpia   | 3.200      | 0 (não possui)         | 2             |
| FC Khopyor Balashov                | Balashov       | Oblast de Saratov        | Décimo Quinto Lugar                                              | Estádio Olimp     | 4.000      | 0 (não possui)         | 1             |
| FC Volga Níjni Novgorod            | Níjni Novgorod | Oblast de Níjni Novgorod | Acesso pelo Campeonato Russo de Futebol de 2000 - Quarta Divisão | Estádio Lokomotiv | 17.856     | 0 (não possui)         | 1             |
| FC Drujba Iochkar-Ola              | Iochkar-Ola    | Mari El                  | Décimo Quinto Lugar (Zona Ural)                                  | Estádio Drujba    | 12.500     | 0 (não possui)         | 4             |

## Regulamento
O campeonato foi disputado no sistema de pontos corridos em turno e returno nos seis torneios. Os campeões das Zonas se classificavam para uma fase final, onde apenas três eram ascendidos para o Campeonato Russo de Futebol de 2002 - Segunda Divisão e os dois últimos colocados de cada zona eram rebaixados para o Campeonato Russo de Futebol de 2002 - Quarta Divisão.

## Resultados do Campeonato

### Resultados da Zona Oeste
Dínamo de São Petersburgo foi o campeão e foi para a fase final. 

Nika e Krivichi de Veliki Luki foram rebaixados para a quarta divisão russa.

### Resultados da Zona Central
Metallurg de Lipetsk foi o campeão foi para a fase final.

Kolomna e Don foram rebaixados para a quarta divisão russa.

### Resultados da Zona Leste
SKA-Energiya foi o campeão foi para a fase final.

Não houve rebaixados.

### Resultados da Zona Sul
SKVO foi o campeão foi para a fase final. 

Shakhtyor de Shakhty e Lokomotiv de Mineralny Wody foram rebaixados para a quarta divisão russa.

### Resultados da Zona Ural
Uralmash foi o campeão foi para a fase final. 

Kurgan foi rebaixado para a quarta divisão russa.

### Resultados da Zona do Volga
Svetotechnika foi o campeão foi para a fase final.

Salyut de Saratov e Torpedo-Viktoria foram rebaixados para a quarta divisão russa.

### Fase final
Jogos:
Dínamo de São Petersburgo X Metallurg de Lipetsk

Svetotechnika X SKVO

Uralmash X SKA-Energiya
Dínamo de São Petersburgo, SKVO e SKA-Energiya foram promovidos para o Campeonato Russo de Futebol de 2001 - Segunda Divisão.

## Campeão
| Campeão Russo da Terceira Divisão de 2001 - Zona Oeste |
| ------------------------------------------------------ |
| FC Dínamo São Petersburgo 1° Título                    |

| Campeão Russo da Terceira Divisão de 2001 - Zona Leste |
| ------------------------------------------------------ |
| FC SKA-Energiya Khabarovsk 1° Título                   |

| Campeão Russo da Terceira Divisão de 2001 - Zona Central |
| -------------------------------------------------------- |
| FC Metallurg Lipetsk 2° Título                           |

| Campeão Russo da Terceira Divisão de 2001 - Zona Sul |
| ---------------------------------------------------- |
| FC SKVO Rostov do Don 1° Título                      |

| Campeão Russo da Terceira Divisão de 2001 - Zona do Volga |
| --------------------------------------------------------- |
| FC Svetotekhnika Saransk 2° Título                        |

| Campeão Russo da Terceira Divisão de 2001 - Zona Ural |
| ----------------------------------------------------- |
| FC Uralmash Yekaterinburg 1° Título                   |